# La Paz
Nuestra Señora de La Paz, cunoscut mai ales ca La Paz, este capitala administrativă a Boliviei, capitala Departamentului La Paz și, în același timp, cel mai mare oraș din Altiplano. Este capitala cu cea mai mare altitudine (între 3.250 și 4.100 m).

## Date generale
Conform recensământului din 2001, orașul La Paz avea o populație de 789.585 locuitori. Astăzi are o populație estimată la 877.363 locuitori. Împreună cu orașele alăturate El Alto și Viacha, alcătuiește cea mai mare zonă urbană a Boliviei, având o populație de peste 2,3 milioane locuitori.
Orașul mai este cunoscut localnicilor sub numele de Chuquiago Marka ori Chuqiyapu, denominalizări provenind din limba aymara, conform "chuqi" = aur, "yapu" = fermă.